# Katrin Seibert
Katrin Seibert (* 19. Juni 1970 in Dortmund als Katrin Hunkenschroer) ist eine deutsche Parabadmintonspielerin. Sie arbeitete bis zur Geburt ihrer Tochter bei der Stadt Dortmund und konzentriert sich mittlerweile auf ihre internationale Para-Badmintonkarriere.

## Sportliche Karriere
Seibert begann ihre sportliche Karriere in ihrer Heimatstadt Dortmund bei der DJK Saxonia Dortmund, für die sie auch in ihrer Kindheit schon Erfolge erkämpfte. So gewann sie beispielsweise in der Saison 1983/1984 den deutschen Jugendmeistertitel.
In ihrer Zeit bei DJK Saxonia Dortmund wurde Seibert für die Jugendnationalmannschaft nominiert.
Im Jahr 2007 erkrankte Seibert schwer an Krebs (Weichteilsarkom) im linken Oberschenkel. Aufgrund der Operation zur Tumorentfernung wurden bei Seibert auch einige Muskelgruppen entfernt. Folge ist eine dauerhafte Behinderung Seiberts im linken Bein.
Von 2008 an nahm Seibert daraufhin an internationalen Parabadminton Turnieren teil. Dabei konnte Seibert in allen drei Disziplinen (Einzel, Doppel, Mixed) Erfolge verzeichnen.
Bei den Parabadminton-Weltmeisterschaften 2013 in ihrer Heimatstadt Dortmund gewann Seibert sowohl den Titel im Mixed (mit Peter Schnitzler) als auch im Damendoppel (mit Helle Sofie Sagoy [NOR]). Den WM-Titel im Damendoppel konnten Seibert/Sagoy 2015 im englischen Stoke-Mandeville erfolgreich verteidigen.
Besonders bemerkenswert sind Seiberts internationale Erfolge im Mixed. Von 2013 bis 2019 konnte Seibert bei allen vier Parabadminton-Weltmeisterschaften mit insgesamt drei unterschiedlichen Partnern jeweils eine Medaille gewinnen (1 × Gold, 1 × Silber, 2 × Bronze).
Mit ihrem aktuellen Mixed-Partner Jan-Niklas Pott qualifizierte sich Seibert 2020 für die Premiere von Parabadminton bei den Paralympischen Spielen in Tokio. Bei den wegen der Corona-Pandemie erst 2021 ausgetragenen Paralympischen Spielen erreichte das Mixed den fünften Platz.
Seibert strebt eine Teilnahme an den Sommer-Paralympics 2024 an, bei denen erst zum zweiten Mal Badminton-Wettbewerbe im Programm sind.